# Col de la Couillole
Le col de la Couillole est un col des Alpes du Sud situé à 1 678 mètres d'altitude, dans le département des Alpes-Maritimes, en France. Plus précisément, il assure durant six à sept mois de l'année la liaison routière entre les gorges du Cians à l'ouest et la vallée de la Tinée à l'est.

## Étymologie
Couillole serait une déformation de cayolle, mot d’origine provençale désignant un terrain caillouteux.

## Cyclisme

### Tour de France
Le col de la Couillole est escaladé le 13 juillet 1975, après le col Saint-Martin, au 103e kilomètre de la 15e étape 1975 reliant Nice à Pra-Loup. L'étape est restée légendaire car elle voit la défaillance du Belge Eddy Merckx et la prise de pouvoir du Français Bernard Thévenet. Le Belge Lucien Van Impe, porteur du maillot à pois, franchit le col en tête.
Le Tour de France est de retour en 2024, pour une arrivée au col à l'occasion de la 20e étape. Tadej Pogačar s'y impose.

### Paris-Nice
Ce col est à l'arrivée de la 7e étape du Paris-Nice 2017 s'élançant de Nice le 11 mars 2017. Il s'agit de la plus haute arrivée d'étape du Paris-Nice en soixante-quinze éditions de cette course. L'Australien Richie Porte remporte l'étape à la suite d'une attaque à 3,3 km de l'arrivée, il s'extirpe du groupe de tête composé notamment de l'Anglais Daniel Martin et de l'Espagnol Alberto Contador, second de l'étape. Le Colombien Sergio Henao, 4e de l'étape, ravit le maillot jaune au Français Julian Alaphilippe, ce dernier ayant été lâché plus tôt dans l'ascension.
Le col est à nouveau à l'arrivée de la 7e étape de Paris-Nice 2023 qui s'élance de Nice le 11 mars 2023. Tadej Pogačar s'impose devant David Gaudu et Jonas Vingegaard.